# Prelog-Medaille und -Vorlesung
Die Prelog-Medaille ist ein Preis, der vom Laboratorium für Organische Chemie der Eidgenössischen Technischen Hochschule Zürich seit 1986 jährlich vergeben wird. Die Medaille wird für hervorragende Leistungen in der Organischen Chemie vergeben. Die Verleihung der Medaille ist mit der Prelog-Vorlesung verbunden, die am Laboratorium für Organische Chemie in Zürich gehalten wird. Der Preis ist nach dem Nobelpreisträger Vladimir Prelog benannt, der lange Zeit an der ETH Zürich wirkte.

## Preisträger der Medaille
- 1986 Kurt Mislow
- 1987 Meir Lahav und Leslie Leiserowitz
- 1988 Barry Sharpless
- 1989 Jeremy R. Knowles
- 1990 Henri B. Kagan
- 1991 Clayton H. Heathcock
- 1992 Michael McBride
- 1993 Hisashi Yamamoto
- 1994 Jean-Pierre Sauvage
- 1995 Yoshito Kishi
- 1996 David M. J. Lilley
- 1997 Günter Helmchen
- 1998 Lia Addadi
- 1999 David Evans
- 2000 Helmut Schwarz
- 2001 Robert H. Grubbs
- 2002 David E. Cane
- 2003 Andreas Pfaltz
- 2004 Marvin H. Caruthers
- 2005 Ben L. Feringa
- 2006 Manfred T. Reetz
- 2007 Scott E. Denmark
- 2008 Masakatsu Shibasaki
- 2009 JoAnne Stubbe
- 2010 Carol V. Robinson
- 2011 Alois Fürstner
- 2012 Julius Rebek
- 2013 Paul Wender
- 2014 Bert Meijer
- 2015 Peter B. Dervan
- 2016 Jan-Erling Bäckvall
- 2017 Stephen Kent
- 2018 Chaitan Khosla
- 2019 Véronique Gouverneur
- 2022 Hiroaki Suga
- 2023 Melanie Sanford
- 2024 Sarah E. O’Connor
- 2025 Shankar Balasubramanian[1]